# Кейси Старр
Кейси Старр (англ. Kaci Starr), настоящее имя Амбер Кастельон (англ. Amber Castellon, род. 29 июня 1985, Кёр-д’Ален, Айдахо) — американская порноактриса, лауреатка премии AVN Awards.

## Биография
Родилась 29 июня 1985 года. Мать и бабушка Кейси были лыжными инструкторами, а дед — лыжным патрульным в Аспене, штат Колорадо. В Кер-д’Алене работала в колл-центре Coldwater Creek, пока её не уволили. После этого Кейси начала работать эротической моделью, а позже и сниматься в порнофильмах. Дебют в порноиндустрии произошёл в 2005 году, когда девушке было около 20 лет. Снималась для таких студий, как Hustler, Evil Angel, West Coast Productions, Red Light District, Pure Play Media и других.
В 2009 году получила AVN Awards в номинации «самая возмутительная сцена секса» за роль в Night of the Giving Head. В 2011 году была снова представлена на AVN Awards, уже в категории «лучшая лесбийская сцена втроём» за Belladonna: Fetish Fanatic 8, а в 2012 году — в номинации «лучшая групповая сцена» за Orgy: The XXX Championship.
Ушла из индустрии в 2018 году, снявшись в 263 фильмах.
У Кейси есть пирсинг в языке, пупке и левой ноздре. В свободное время она любит кататься на сноуборде.

## Награды и номинации
| Год  | Награда    | Категория                         | Работа                       | Результат |
| ---- | ---------- | --------------------------------- | ---------------------------- | --------- |
| 2009 | AVN Awards | Самая скандальная сцена секса     | Night of the Giving Head     | Победа    |
| 2011 | AVN Awards | Лучшая лесбийская сцена триолизма | Belladonna: Fetish Fanatic 8 | Номинация |
| 2012 | AVN Awards | Лучшая групповая сцена            | Orgy: The XXX Championship   | Номинация |

## Избранная фильмография
- Somebody’s Daughter 2 (2015)
- Mystery Girl (2014)
- Mystery World (2013)
- Bound Gangbangs (сериал) (2012)
- Gigolos (сериал) (2011)
- Orgy: The XXX Championship (2011)
- Belladonna: Fetish Fanatic 8 (2010)
- Ass Eaters Unanimous 19 (2009)
- Night of the Giving Head (2008)
- Black Cock Addiction 4 (2007)
- Throat Gaggers #10 (2006)
- Teen Fuck Holes 4 (2005)[10]